# هارولد جي. كريستنسن
هارولد جي. كريستنسن (بالإنجليزية: Harold G. Christensen)‏ هو محامي أمريكي، ولد في 25 يونيو 1926 في سبرينغفيل في الولايات المتحدة، وتوفي في 14 نوفمبر 2012 في سولت ليك في الولايات المتحدة بسبب سرطان.

## وصلات خارجية
- هارولد جي. كريستنسن على موقع إن إن دي بي (الإنجليزية)